# Dominique de La Rochefoucald
Dominique de La Rochefoucald (Chély d'Apcher, 26 de setembro de 1712 - Münster, 23 de setembro de 1800) foi um cardeal do século XVIII e XIX

## Nascimento
Nasceu em Chély d'Apcher em 26 de setembro de 1712, Castelo de Saint-Elpise, St. Chély d'Apcher, Lozère, diocese de Mende, França. Pertenceu a um ramo menor e empobrecido daquela famosa família e recebeu a proteção do cardeal Frédéric-Jérôme de La Rochefoucauld de Roye (1747), por intercessão do bispo Gabriel Florentine de Choiseul Beaupré de Mende, que conheceu Dominique na aldeia de Saint Chely. Ele era o oitavo dos onze filhos de Jean-Antoine de La Rochefoucauld, seigneurde Saint-Ilpize de Cusson e de Rochegonde; e Marie-Madeleine de la Champ. Os outros filhos foram Marie Simone, Jean Pierre Antoine, Georges Paulin, Jean Pierre, Jean Joseph, Mathieu, Antoinette, Jean Antoine, Françoise Marie (1718) e Françoise Marie (1720). Ele também está listado em Rochefoucauld.

## Educação
Estudou no Seminário de Clermont; e no Seminário Saint-Sulpice, Paris, onde obteve a licenciatura em teologia

## Sacerdócio
Ordenado (sem data encontrada), Paris. O cardeal La Rochefoucauld de Roye o chamou a Bourges e o nomeou vigário geral. Abade commendatario da abadia de Grand Selve , 1735. Nomeado pelo rei Luís XV da França para a sé metropolitana de Albi em 1º de maio de 1747.

## Episcopado
Eleito arcebispo de Albi, em 29 de maio de 1747; nesse mesmo dia foi-lhe concedido o pálio. Consagrado, 29 de junho de 1747, na capela do Seminário de Saint-Sulpice, por Gabriel Florentine de Choiseul Beaupré, bispo de Mende, auxiliado por Pierre-Augustin de Fleury, bispo de Chartres, e por Charles de Grimaldi d'Antibes, bispo de Rodez; prestou juramento de fidelidade ao rei Luís XV em 12 de julho de 1747. Logo depois, tomou posse da sé. Prior commendatario de La Charité sur Loire , diocese de Nevers, 1747; cessou neste posto quando foi nomeado abade commendatariode Cluny em dezembro de 1757. Membro das Assembleias do Clero de 1750 e 1755. Renunciou ao governo pastoral da arquidiocese de Albi em 30 de abril de 1759. Transferido para a sede metropolitana de Rouen, 2 de junho de 1759; tomou posse da sé em 28 de julho de 1759; e empossado em 10 de janeiro de 1760. Membro da Assembleia do Clero de 1765. Foi elevado a cardinalato a pedido do rei Luís XVI da França.

## Cardinalado
Criado cardeal sacerdote no consistório de 1º de junho de 1778; o papa enviou-lhe o barrete vermelho com monsenhor Romualdo Brachi com um breve apostólico datado de 1º de outubro de 1778; ele nunca foi a Roma para receber o chapéu vermelho e o título. o papa o nomeou abade commendatario de Fécamp em 12 de junho de 1778. Em 28 de junho de 1780, ele recebeu, com grande pompa, o rei Luís XVI em Rouen. O rei Luís XVI nomeou-o comandante da Ordem de Saint-Esprit em 1780. Presidiu às Assembleias do Clero de 1780 e 1782; e a celebrada nos Estados Gerais de 1789, na qual se opôs sem sucesso à união dos três estados e, em geral, a todas as outras medidas revolucionárias. Em 18 de agosto de 1787, foi nomeado presidente da Assembleia Provincial daGénéralité de Rouen. Foi também membro da Assemblée Nationale Constituante . Em 4 de janeiro de 1791, recusou-se a prestar juramento da Constituição Civil do Clero, promulgada por decreto do governo revolucionário em 12 de julho de 1790.; e executado no dia 26 de dezembro seguinte. Ele foi privado de todos os seus aluguéis e benefícios; não perdeu a serenidade e permaneceu na França até a Journée du 10 août 1792, quando o palácio real das Tulherias foi tomado pelo povo de Paris; o cardeal deixou o país em 20 de setembro de 1792 e foi para Maastricht, Holanda; e depois para Bruxelas, onde permaneceu até 1794, quando o exército republicano francês chegou à cidade; mais tarde, a partir de julho de 1794, ele residiu em Münster, Westphalia. Como decano do episcopado francês, era responsável pela direção do clero emigrado ; dois mil padres, 145 da arquidiocese de Rouen, refugiaram-se em Münster; ele teve que abrigá-los, alimentá-los e vesti-los por seis anos. Não participou do conclave de 1799-1800, que elegeu o Papa Pio VII. Em 20 de setembro de 1800, após celebrar a missa, sentiu-se mal e seu estado piorou rapidamente. No dia seguinte, recebeu com grande devoção os últimos sacramentos da Igreja.

## Morte
Morreu em Münster em 23 de setembro de 1800. Os funerais, segundo os desejos do príncipe-bispo de Münster, arquiduque Maximilian Francis von Austria, foram magníficos, como os celebrados para um soberano. O corpo do cardeal, vestido com todas as insígnias de sua categoria, foi exposto em uma capela ardente , vigiado por seus amigos. Uma enorme procissão, composta pelo clero, ordens religiosas, magistrados, militares, a nobreza de Münster, os emigrados normandospadres e outros imigrantes, vindos de cidades vizinhas, e grande parte da população seguiram seus restos mortais até a catedral. A missa de réquiem foi cantada com grande pompa e todo o capítulo da catedral de Münster assistiu à cerimônia solene. Após a absolvição dada pelo príncipe-bispo e dois bispos franceses, o caixão do cardeal foi depositado na capela voltada para o altar onde costumava celebrar o mas. Seu túmulo foi coberto com uma laje de mármore. A notícia de sua morte chegou a Rouen no mês de outubro seguinte. Durante uma semana, missas foram rezadas em capelas particulares da cidade. E um serviço solene foi celebrado na catedral por padres que prestaram juramento à Constituição Civil do Clero, por reconhecerem a respeitabilidade e a grandeza do saudoso cardeal. Abade Pierre François Théophile Jarry,(2) . Em abril de 1876, seus restos mortais foram transferidos para Rouen e enterrados na cripta dos arcebispos da catedral metropolitana